# خطوات على الجبال (مسلسل)
خطوات على الجبال مسلسل سعودي يمني مشترك، أخذت القصة عن رواية «خطوات على جبال اليمن» للأديب السعودي «سلطان سعد القحطاني». كتب السيناريو السيناريس الأردني عبداللطيف شما وأخرجه اليمني صفوت الغشم. المسلسل من بطولة الممثل السعودي راشد الشمراني والممثلة اليمنية مديحة الحيدري وعدد آخر من الممثلين السعوديين واليمنيين.
تدور أحداث المسلسل تقع في 21 حلقة حول رجل سعودي يفقد ذاكرته في حادث سير على الحدود السعودية اليمنية، فينتقل عقب الحادث للعيش داخل المجتمع اليمني، ويصبح أحد أفراد هذا المجتمع ويتزوج وينجب ويبدأ حياة جديدة تستمر لمدة 18 عاماً، ثم يستعيد ذاكرته بعد ذلك، ويعود إلى أهله من دون أن يفقد العلاقات الأسرية والإنسانية التي ربطته بالمجتمع اليمني، بل تصبح هذه العلاقات امتداداً لروابط أسرية واجتماعية جديدة، تؤكد عمق الروابط التي تجمع شعبي البلدين.
تم تصوير أحداث المسلسل بين عدد من المناطق اليمنية كصنعاء وتعز وإب وعدن، وعدد من السعودية كجيزان ونجران وجدة.
وتم عرضه على القناة الأولى السعودية، لكن لم تعرض اخر الحلقات بسبب دخول شهر رمضان وبدء خارطة برامج ومسلسلات جديدة.